# 遠藤慎司

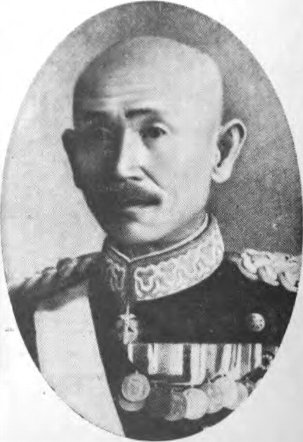
遠藤慎司

遠藤 慎司（えんどう しんじ、嘉永6年3月30日（1853年5月7日） - 昭和7年（1932年）4月7日）は、日本の陸軍軍人。階級は陸軍主計監（少将相当官）。和歌山市長。

## 経歴
紀州藩士の子として和歌山城下の藩邸で生まれ、藩主に従って江戸に遊学した。1877年（明治10年）より陸軍省に出仕し、会計局に勤務した。1881年（明治14年）よりドイツに留学し、会計学を学んだ。帰国後の1885年（明治18年）に陸軍大学校教官を兼務し、お雇い外国人クレメンス・ウィルヘルム・ヤコブ・メッケルの通訳を務めた。1890年（明治23年）に陸軍経理学校が設立されると教官に任命された。日清戦争が発生すると第二軍経理顧問として従軍し、さらに台湾総督府中央会計部長心得、台湾兵站監督部長を歴任した。その後、1896年（明治29年）と1901年（明治34年）の二度にわたって陸軍経理学校校長に就任した。1904年（明治37年）、日露戦争が発生すると経理局主計課長から遼東守備軍経理部長に就き、翌年には韓国駐箚軍経理部長に転出した。1910年（明治43年）に予備役に編入された。
1915年（大正4年）、和歌山市長に選出され、2期8年務めた。在任中は上水道の整備、共同墓地・公設市場・職業紹介所の設置、市営住宅の建設、公園改良、市役所移転、市公会堂建設に取り組んだ。

## 栄典
- 1895年（明治28年）10月31日 - 功四級金鵄勲章・単光旭日章[3]
- 1896年（明治29年）
  - 3月24日 - 正六位[4]
  - 11月25日 - 勲五等瑞宝章[5]
- 1905年（明治38年）5月30日 - 勲三等瑞宝章[6]
- 1906年（明治39年）4月1日 - 功三級金鵄勲章、勲二等旭日重光章、明治三十七八年従軍記章[7]
- 1909年（明治42年）4月18日 - 皇太子渡韓記念章[8]
- 1910年（明治43年）8月10日 - 従四位[9]

外国勲章佩用允許
- 1885年（明治18年）10月5日 - ドイツ帝国王冠第四等勲章[10]

## 登場作品
•『坂の上の雲』（2010年～2011年、NHK、演：小林隆）